# Glioksilatni ciklus
Glioksilatni ciklus, varijacija ciklusa trikarboksilne kiseline, je anabolički put koji se javlja kod biljki, bakterija, protista, i gljiva. Glioksilatni ciklus je centriran na konverziji acetil-KoA u sukcinat radi sinteze ugljenih hidrata. Kod mikroorganizama, glioksilatni ciklus omogućava ćelijama da koriste jednostavna ugljenična jedinjenja kao izvor ugljenika kad kompleksni izvori, kao što je glukoza nisu dostupni. Generalno se smatralo da je ovaj ciklus odsutan kod životinja, izuzev nematoda u ranim stupnjevima embriogeneze. Zadnjih godina, međutim, detekcija malatne sintaze (MS) i izocitratne lijaze (ICL), ključnih enzima glioksilatnog ciklusa, u pojedinim životinjskim tkivima je podstakla pitanja vezana za evolucioni odnos enzima kod bakterija i životinja, i pretpostavlja se da životinje kodiraju alternativne enzime ciklusa sa različitom funkcijom od poznatih MS i ICL kod nemetazoanskih vrsta.

## Sličnosti sa TCA ciklusom
Glioksilatni ciklus koristi pet od osam enzima asociranih sa ciklusom trikarboksilne kiseline: citratna sintaza, akonitaza, sukcinatna dehidrogenaza, fumaraza, i malatna dehidrogenaza. Ova dva ciklusa se razlikuju po tome što se u glioksilatnom ciklusu, izocitrat konvertuje u glioksilat i sukcinat posredstvom ICL umesto u α-ketoglutarat. Ovim se zaobilazi dekarboksilacioni korak koji je prisutan u TCA ciklusu, što omogućava da se jednostavna ugljenična jedinjenja koriste u kasnijim sintezama makromolekula, uključujući glukozu. Glioksilat se naknadno kombinuje sa acetil-KoA i formira se malat, posredstvom MS. Malat se isto tako formira paralelno iz sukcinata posredstvom sukcinatne dehidrogenaze i fumaraze.

## Struktura intermedijera u Fišerovim projekcijama i poligonalnim modelima
Intermedijeri glioksilatnog ciklusa prikazan u Fišerovim projekcijama prikazuju hemijske promene korak po korak. Takav prikaz se može porediti sa reprezentacijom poligonalnih modela.

## Spoljašnje veze
- „Comparative Analysis of Glyoxylate Cycle Key Enzyme Isocitrate Lyase from Organisms of Different Systematic Groups”.